# Obodriti

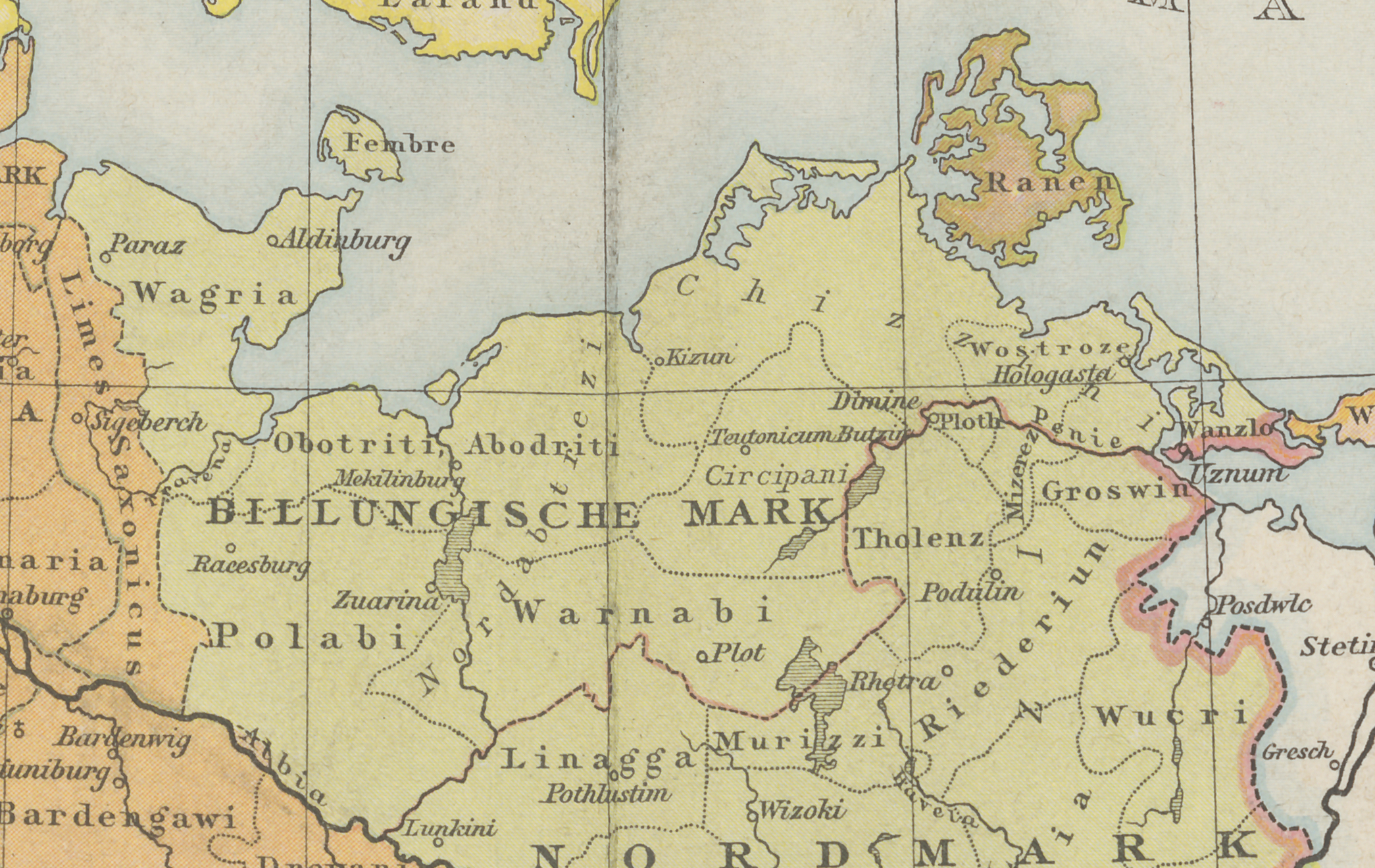
Territorio degli Obodriti verso l'anno 1000

Gli Obodriti od Obotriti (ted. Abodriten o Abotriten o Obotriten) erano un gruppo di tribù slave appartenenti alla stirpe dei Venedi che abitavano nel medioevo gli attuali Meclemburgo ed Holstein.
Nell'VIII secolo furono alleati di Carlo Magno nella sua lotta contro i Sassoni e grazie a questo acquisirono una posizione prevalente nella regione. Furono poi combattuti dai successori di Carlo Magno e sottomessi da Ottone I. Ribellatisi nel 983, insieme ai Veleti, loro tradizionali nemici, si affrancarono per un breve periodo dalla dominazione germanica. Furono sottomessi nuovamente all'impero germanico nel 1147 da Enrico il Leone che successivamente uccise il loro sovrano Niklot. Il figlio maggiore di Niklot, Pribislavo, recuperò il titolo di principe di Meclemburgo nel 1167, come vassallo dei Sassoni. La dinastia dei duchi di Meclemburgo discendente da Pribislavo si estinse nel 1918.
Le principali città degli Obodriti furono: Reric, fiorente porto e centro commerciale del mar Baltico, Liubice (oggi Lubecca), alla confluenza dello Schwartau nel Trave, castello di Meclemburgo che fu sede dei regnanti al tempo della dinastia dei Naconidi.

## Nome
Secondo alcuni studiosi il nome "Obrodita" significa "discendente degli Obodri", "dei molto vigili".
Gli Obodriti si incontrano nelle fonti storiche per la prima volta negli Annales Regni Francorum dell'anno 789, in cui vengono chiamati Abotriti. In seguito negli stessi annali i riferimenti sono fatti ad Abodriti. Anche Eginardo nella Vita et gesta Caroli Magni fa riferimento al popolo degli Abodtiti.
Il nome Obodtriti (Obodritos) compare nelle opere di Adamo di Brema, Gesta Hammaburgensis Ecclesiae Pontificum, mentre Helmold di Bosau nella Chronica Slavorum li chiama Obotriti.
Nella Descriptio civitatum et regionum ad septentrionalem plagam Danubii del Geografo bavarese vengono chiamati  Nortabtrezi, indicando anche che essi dispongono di 53 città ciascuna comandata da un suo duces
Infine Adamo di Brema, nella sua Gesta Hammaburgensis ecclesiae pontificum li chiama anche Reregi per indicare la provenienza dalla loro principale città Reric.

## Tribù
Le principali tribù che componevano gli Obodrtiti erano otto:
- i Betenici;
- i Drevani, nell'area ad est dell'attuale Hannover detta Wendland;
- i Linoni, lungo l'Elba presso Lenzen;
- i Bodrici, situati fra la baia di Wismar ed il lago di Schwerin;
- i Smeldingi
- i Wagri nell'Holstein orientale, fra il Trave ed il fiordo di Kiel, (detto anche Wagria);
- i Varnabi, lungo il corso superiore dei fiumi Warnow e Mildenitz;
- i Polabi, tra il Trave e l'Elba.

## Storia

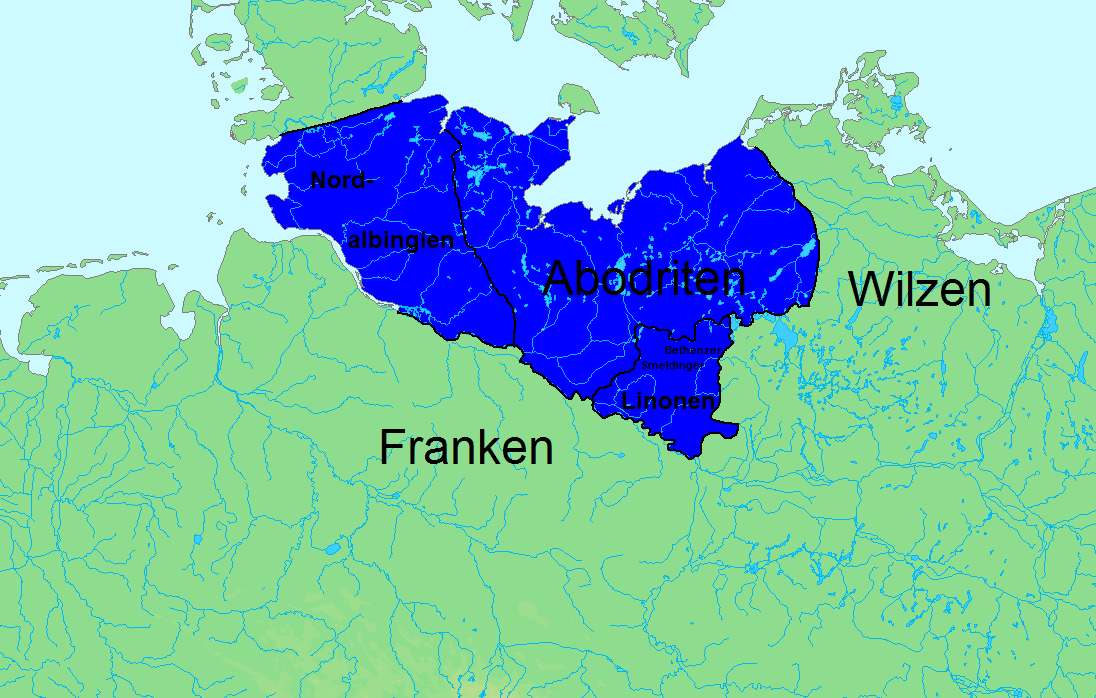
Massima estensione del regno degli Obodriti sotto Drasco (804-810)

Fra il VII e l'VIII secolo gruppi slavi provenienti da est emigrarono sulle coste del Mar Baltico spingendosi poi verso l'interno. Gli Obodriti si insediarono nella vasta area fra l'Elba e l'Oder, nel territorio del Meclemburgo e l'Holstein orientale.
I primi principi dell'etnia sono rintracciabili già verso la fine dell'VIII secolo. Il primo Samtherrscher obodrita di cui si hanno notizie storiche fu Witzan († 795), contemporaneo e alleato di Carlo Magno nella guerra dei Franchi contro i Sassoni, alleati dei Veleti. 

Nel 798 ebbe luogo la decisiva battaglia di Sventanafeld il cui esito fu loro favorevole agli Obodriti che ottennero in ricompensa parte dei territori prima appartenenti ai Sassoni.

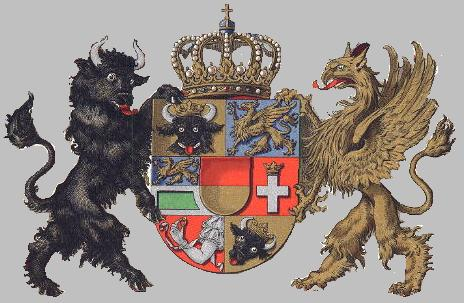
Stemma del Ducato di Meclemburgo in cui il toro nero ricorda lo stemma dei primi principi obodriti

Nell'808 la città capoluogo Reric fu distrutta dal re danese Godfred. Dall'810 i Sassoni si posero al sicuro dalle incursioni obodrite dietro il Limes Saxoniae, una linea di confine di difficile attraversamento costituita da foreste quasi impenetrabili. Dall'819 vi fu la prima fortificazione con Liubice, alla confluenza del Schwartau nel Trave.
L'imperatore Ottone I, nel 955, mosse guerra agli Obodriti e li sconfisse sul fiume Raxa. Essi vennero così sottomessi ed il loro territorio costituì la marca dei Billunghi. Già trent'anni dopo, nel 983 ebbe inizio la prima grande rivolta slava contro i Franchi. Essi riuscirono così a liberarsi temporaneamente dal dominio tedesco.
Nel 1043 il naconide Godescalco divenne duca degli Obodriti. In appoggio ad Adalberto di Brema si preoccupò di costituire uno stato cristiano-slavo dell'Elba secondo il modello polacco. Dopo la caduta di Adalberto, avvenuta nel 1066, Godescalco fu ucciso e Kruto gli subentrò al comando. Egli attaccò la fortezza di Hammaburg e la distrusse.
Nel 1090 il figlio di Godescalco, Enrico, uccise il nemico Kruto con l'aiuto dei Danesi e nel 1093, dopo la battaglia di Schmilau, divenne duca degli Obodriti. Alla sua morte, avvenuta nel 1127, il regno crollò, dopo che il cognato Canuto Lavard fu ucciso nel 1131.
Poco dopo subentrò il duca sassone Enrico il Leone, che nel 1147 con la Crociata dei Venedi sottomise gran parte del territorio degli Obodriti.
Seguì nel 1160 una guerra condotta da Danesi e Sassoni contro gli Obodriti, nel corso della quale perì il principe obodrita Niklot (regnante nel periodo 1131-1160). Pribislavo, uno dei figli di Niklot, ricevette in feudo nel 1167, dopo la sua sottomissione, l'eredità del padre, inclusa quella a suo tempo conquistata da Enrico il Leone. Egli fu il capostipite dei futuri duchi del Meclemburgo.

## Re obodriti
| Nome | Regno            | Note |
| --- | ---------------- | --- |
| Vislavidi (VII secolo – 986) |                  | |
| Radegast I (VI secolo – 664) | ? – 664          | Primo sovrano Obodrita |
| Vislav I (ca. 610 – 700) | 664 – 700        | (Figlio di Radegast I) |
| Aribert I(ca. 650 – 724) | 700 – 724        | (Figlio di Vislav I) |
| Aribert II (ca. 710 – 747) | 724 – 747        | (Figlio di Aribert II) |
| Witzan (ca. 728 – 795) | 747 – 795        | Primo Samtherrscher obodrita di cui si hanno notizie storiche (Figlio di Aribert II) |
| Drasco (ca. 745 – 809) | 795 – 809        | (Figlio di Witzan) |
| Sclaomir (ca. 750 – 821) | 809 – 819        | (Figlio di Witzan) |
| Ceadrag (776 – dopo l'826) | 819 – dopo l'826 | (Figlio di Drasco) |
| Goztomuizli (798 – 844) | dopo l'826 – 844 | (Figlio di Drasco) |
| Tabomuizli (817 – 862) | 844 – 862        | (Figlio di Goztomuizli) |
| Mistevoj I (822 – 865/869) | 862 – 865        | Primo sovrano degli obodriti della linea dinastica di Billung I |
| Nel periodo tral 865 e l'869 il territorio degli Obodriti fu considerato parte del regno danese e nelle fonti storiche non compaiono indicazioni sui regnanti |                  | |
| Aribert III (ca. 850 – 888) | 869 – 888        | (Figlio di Mstivoj I) |
| Vislav III (856 – 934) | 888 – 934        | (Figlio di Mstivoj I) |
| Billung IV (897 – 986) | 934 – 986        | In diversi periodi Billung IV regnava insieme ad altri sovrani della dinastia successiva, Naconidi (Figlio di Vislav III) |
| Naconidi (934 – 1159) |                  | |
| Stoignew (908 – 16 ottobre 995) | 934 – 955        | Primo membro della dinastia reale Naconidi |
| Nakon (ca. 905 – 965/966) | 955 – 965/966    | (Fratello di Stoignew) |
| Mstivoj I (925 – 986) | 965/966 – 986    | (Figlio di Nakon) |
| Mstidrag (ca. 930 – 995) | 986 – 995        | (Figlio di Nakon) |
| Mstislav (ca. 955 – 1019) | 995 – 1019       | (Figlio di Mstivoj I) |
| Pribygnev Udo (ca. 980 – 1028) | 1019 – 1028      | (Figlio di Mstislav) |
| Ratibor (? – 1042) | 1028 – 1042      | Principe dei Polabi reggente degli Obodtriti. Non appartiene ai Naconidi (usurpatore) |
| Nel periodo tral 1042 e il 28 settembre 1043 governavano gli otto figli dell'usurpatore Ratibor                                                               |                  | |
| Godescalco (1000 – 7 giugno 1066) | 1043 – 1066      | Naconide(Figlio di Pribygnev Udo) |
| Kruto (? – 1093) | 1066 – 1093      | Non appartenente ai Naconidi. Nobile dei Wagri. Salì al potere alla morte di Godescalco. (usurpatore) |
| Enrico (1049 – 22 marzo 1127) | 1093 – 1127      | Prese il potere dopo l'uccisione di Kruto. Enrico ebbe quattro figli. I due figli maggiori, Valdemaro (†1123) e Mstivoj (†1127), morirono prima del padre. Fra gli altri due figli, Canuto e Svjatopolk, scoppiò la guerra per la successione. (Figlio di Godescalco) |
| Canuto (? – 1128) | 1127 – 1128      | (Figlio di Enrico) |
| Svjatopolk (? – 1129) | 1127 – 1129      | (Figlio di Enrico) |
| Canuto Lavard (12 marzo 1096 – 7 gennaio 1131) | 1129 – 1131      | Non appartenente ai Naconidi. Principe danese, fu posto sul regno degli Obodriti dall'imperatore Lotario II |
| Pribyslav I (1067 – 1159) | 1131 – 1159      | Figlio di Budivoj. Ultimo della stirpe Naconide a reggere il trono degli Obodriti |
| Casato di Meclemburgo (1131 – 1167) |                  | |
| Niklot (1090 – agosto 1160) | 1131 – 1160      | (Figlio di Pribyslav I) |
| Vartislav (? – maggio/giugno 1164) | 1160 – 1164      | (Figlio di Niklot) |
| Pribyslav II (? – 30 dicembre 1178) | 1160/1164 – 1167 | (Figlio di Niklot) |